# Киновселенная Marvel: Вторая фаза
Вторая фаза медиафраншизы «Кинематографическая вселенная Marvel» (КВМ) — серия американских супергеройских фильмов, созданных Marvel Studios и основанных на персонажах Marvel Comics. Начало Второй фазе положил «Железный человек 3» (2013), а окончание ознаменовал «Человек-муравей» (2015). В фазу также вошёл и кроссовер о Мстителях — «Мстители: Эра Альтрона» (2015). Кевин Файги спродюсировал все фильмы фазы. Шесть фильмов фазы собрали в прокате более $5,2 млрд и преимущественно положительные отзывы критиков и зрителей.
Marvel Studios создали две короткометражки Marvel One-Shots для Второй фазы. Каждый фильм получил комикс-приквелы, подводящие читателя к событиям ленты. Кроме того, к выходу лент «Железный человек 3» (2013), «Тор 2: Царство тьмы» (2013) и «Первый мститель: Другая война» (2014) были выпущены видеоигры, а игра «Lego Marvel's Avengers» воплотила в себе множество сюжетных линий из разных фильмов киновселенной. Вторая фаза, наряду с Первой и Третьей, составляют арку «Сага Бесконечности».

## Фильмы
События 7-12 фильмов киновселенной, составивших Вторую фазу, продолжили историю Камней Бесконечности.
| Фильм                         | Дата выхода (РФ) | Режиссёр(ы)        | Сценарист(ы)                                      | Продюсер(ы) |
| ----------------------------- | ---------------- | ------------------ | ------------------------------------------------- | ----------- |
| Железный человек 3            | 2 мая 2013       | Шейн Блэк          | Дрю Пирс и Шейн Блэк                              | Кевин Файги |
| Тор 2: Царство тьмы           | 7 ноября 2013    | Алан Тейлор        | Кристофер Йост, Кристофер Маркус и Стивен Макфили | Кевин Файги |
| Первый мститель: Другая война | 3 апреля 2014    | Энтони и Джо Руссо | Кристофер Маркус и Стивен Макфили                 | Кевин Файги |
| Стражи Галактики              | 31 июля 2014     | Джеймс Ганн        | Джеймс Ганн и Николь Перлман                      | Кевин Файги |
| Мстители: Эра Альтрона        | 23 апреля 2015   | Джосс Уидон        | Джосс Уидон                                       | Кевин Файги |
| Человек-муравей               | 16 июля 2015     | Пейтон Рид         | Эдгар Райт и Джо Корниш, Адам Маккей и Пол Радд   | Кевин Файги |

### «Железный человек 3» (2013)
В конце 2010 года Marvel и Disney озвучили дату релиза «Железного человека 3» — 2 мая 2013 года. В феврале 2011 был заключён договор с Шейном Блэком для режиссуры фильма. Они вместе с Дрю Пирсом написали сценарий. Вскоре к актёрскому составу присоединились Гай Пирс и Бен Кингсли. Съёмки начались в мае 2012 года в Северной Каролине. Помимо этого, съёмки проводились во Флориде, Китае и Лос-Анджелесе.
Тони Старк в фильме испытывает ПТСР-подобные симптомы — следствие событий в «Мстителях». Марк Руффало также исполнил камео-роль доктора Бэннера в сцене после титров. О сцене Руффало отозвался, как о «весёлом и сумасшедшем времяпрепровождении». Джон Фавро, снявший первые две части, вернулся лишь в качестве актёра — уже в третий раз он исполнил роль телохранителя Старка Хэппи Хогана.

### «Тор 2: Царство тьмы» (2013)
Впервые информация о фильме появилась в июне 2011 года, а уже в декабре режиссёрское кресло занял Алан Тейлор. Название было озвучено в июле 2012 года на фестивале Comic-Con в Сан-Диего. Примерно в то же время стало известно, что роль Малекита, главного антагониста, досталась Кристоферу Экклстону. Производство началось в сентябре в Боурн-Вуд, Суррей. Также съёмки проходили в Исландии и Лондоне. В российский прокат фильм вышел 7 ноября 2013 года.
В одной из двух сцен после титров появился Коллекционер (Бенисио Дель Торо) — персонаж фантастического блокбастера «Стражи Галакатики», действие которого тоже происходит в рамках КВМ. Локи (Том Хиддлстон) в одном из моментов фильма на несколько секунд принимает вид Капитана Америки, роль которого вновь исполнил Крис Эванс.

### «Первый мститель: Другая война» (2014)
Продолжение франшизы о Капитане Америке было объявлено в апреле 2012 года, а в июне братья Энтони и Джо Руссо были наняты в качестве режиссёров. В июле было озвучено официальное название фильма. Позднее было подтверждено, что Крис Эванс, Скарлетт Йоханссон, Коби Смолдерс, Себастиан Стэн и Сэмюэл Л. Джексон вернулись к своим персонажам. Съёмки начались в апреле 2013 года на Манхэттен-Бич и после продолжились в Вашингтоне и Кливленде. В российский прокат фильм вышел 3 апреля 2014 года.
Агент Щ.И.Т.а Джаспер Ситуэлл (Максимилиано Эрнандес) в течение фильма упоминает Стивена Стрэнджа — известного супергероя-волшебника, чей сольный фильм находится в разработке. В первой сцене после титров была показана привязка к фильму «Мстители: Эра Альтрона» — зрителям были представлены новые персонажи: барон Вольфганг фон Штрукер (Томас Кречман), член Г.И.Д.Р.ы, завладевший скипетром Локи, и «необычные близнецы» Ртуть (Аарон Тейлор-Джонсон) и Алая ведьма (Элизабет Олсен). Кроме этого всего, в фильме упоминаются Тони Старк, Брюс Бэннер, а в одной из сцен можно увидеть Старк Тауэр.

### «Стражи Галактики» (2014)
Marvel Studios объявили о запуске фильма в производство в июле 2012 года. Датой релиза было названо 1 августа 2014 года, а режиссёром был назначен Джеймс Ганн. Он же, вместе с Николь Перлман, написал сценарий. В августе 2012 для переписки сценария был нанят Крис Маккой, однако в первоначальном пресс-релизе июля 2013 года он не получил производственного кредита. В феврале 2013 роль Звёздного Лорда, главного героя картины, досталась Крису Прэтту. Съёмки начались в Лондоне в июле 2013 года и закончились в октябре. В США «Стражи Галактики» вышли на экраны 1 августа 2014 года, в России — 31 июля.
В фильме был вновь показан Коллекционер (Бенисио Дель Торо), появившийся после титров «Тора 2». Кроме этого, более расширенно был показан Танос (Джош Бролин), который впервые был представлен зрителям в первой сцене после титров «Мстителей». Также, уже в сцене после титров самих «Стражей», засветился Утка Говард, озвученный Сетом Грином.

### «Мстители: Эра Альтрона» (2015)
В мае 2012 года, практически сразу же после выхода в прокат первой части, Disney и Marvel объявили дату релиза сиквела — 1 мая 2015 года
. Джосс Уидон сразу подтвердил, что возвращается на пост сценариста/режиссёра. В июне 2013 года Роберт Дауни-мл. подписал контракт на возвращение к роли Тони Старка как в текущем фильме, так и в последующем продолжении. 20 июля на Comic-Con’е в Сан-Диего Уидон объявил официальное название фильма — «Мстители: Эра Альтрона». Роль Альтрона, главного антагониста ленты, получил в августе 2013-го Джеймс Спейдер. Пол Беттани, ранее озвучивший ДЖАРВИСа (искусственный интеллект Старка), сыграл роль андроида Вижена. Съёмки фильма начались в марте 2014 года и закончились в начале августа. На российские экраны фильм вышел 23 апреля 2015.
В фильме было подтверждено, что в скипетре Локи находился камень бесконечности, так же как в Тессеракте, Эфире и Сфере. Также в сцене после титров был в третий раз показан Танос (Джош Бролин) с перчаткой бесконечности.

### «Человек-муравей» (2015)
Слухи о съёмках фильма появились ещё в 2008 году: уже тогда было известно, что режиссёром и сценаристом выступит Эдгар Райт, а со-сценаристом будет Джо Корниш. Главными героями были объявлены Генри «Хэнк» Пим и Скотт Лэнг, чьи роли получили Майкл Дуглас и Пол Радд. Кадры из фильма были показаны в 2012 году на Comic-Con’е. Тогда же была объявлена дата выхода фильма — 16 июля 2015 года. 12 июля 2013 года Эдгар Райт заявил, что сценарий закончен. В конце мая 2014 года Райт неожиданно покинул режиссёрское кресло из-за «творческих разногласий со студией». В начале июня 2014 на пост режиссёра был утверждён Пейтон Рид, а поправки в сценарий внесли Адам Маккей и Пол Радд.
События картины разворачиваются после событий разрушений в Зоковии. В картине в одной из ключевых моментов появляется Сокол, вновь в исполнении Энтони Маки. Он же появляется во второй сцене после титров, вместе с Капитаном Америкой и Зимним солдатом, к ролям которых вернулись Крис Эванс и Себастиан Стэн. Также в начальном флешбэке были показаны постаревшие Говард Старк и Пегги Картер в исполнении Джона Слэттери и Хэйли Этвелл.

## Хронология фазы
| Год(-ы) | События фильмов                                     |
| ------- | --------------------------------------------------- |
| 2013    | «Тор 2: Царство тьмы», «Железный человек 3»         |
| 2014    | «Первый мститель: Другая война», «Стражи Галактики» |
| 2015    | «Мстители: Эра Альтрона», «Человек-муравей»         |

### Ранее XX века
1. «Стражи Галактики» (2014) — рассказ Коллекционера о происхождении Камней Бесконечности
2. «Тор 2: Царство тьмы» (2013) — начало фильма (рассказ Одина о восстании Малекита Проклятого пять тысяч лет назад)

### XX век
1. «Первый мститель: Другая война» (2014) — флешбек с молодыми Стивом Роджерсом и Баки Барнсом
2. «Первый мститель: Другая война» (2014) — интервью Пегги Картер 1953 г.
3. Комикс «Marvel’s Ant-Man Prelude» № 1-2 (2015)
4. «Человек-муравей» (2015) — флешбек с заданием Хэнка Пима и Джанет ван Дайн в 1987 г.
5. «Стражи Галактики» (2014) — начало фильма (сцена с похищением Питера Квилла в 1988 г.)
6. «Человек-муравей» (2015) — начало фильма (эпизод встречи Хэнка Пима с руководством Щ.И.Т. в 1989 г.)
7. «Железный человек 3» (2013) — начало фильма (эпизод в Берне в 1999/2000 г.)

### XXI век
1. Комикс «Thor: The Dark World Prelude» (2013) — эпилог
2. «Тор 2: Царство тьмы» (2013) — (сцена с Одином и пленённым Локи)
3. Веб-сериал «WHIH Newsfront» (2015—2016) — 1 сезон, 3 эпизод (видеозаписи кражи, совершённой Скоттом Лэнгом в Vista Corp в 2012 г.)
4. «Тор 2: Царство тьмы» (2013) — основная часть фильма; параллельно с фильмом:
5. Комикс «Guardians of the Galaxy Infinite Comic — Dangerous Prey» № 1 (2014)
6. «Железный человек 3» (2013); параллельно с фильмом:
  - Комикс «Marvel’s Captain America: Civil War Prelude» № 1-2 (2015—2016)
  - Короткометражный фильм «Да здравствует король» (2014)
7. Комикс «Captain America: The Winter Soldier Infinite Comic» № 1 (2014)
8. Комикс «Avengers: Age of Ultron Prelude — This Scepter’d Isle» № 1 (2015) — основная часть
9. «Первый мститель: Другая война» (2014); параллельно с фильмом:
  - Комикс «Avengers: Age of Ultron Prelude — This Scepter’d Isle» № 1 (2015) — эпилог
10. «Стражи Галактики» (2014)
11. «Мстители: Эра Альтрона» (2015); параллельно с фильмом:
  - Комикс «Marvel’s Captain Marvel Prelude» № 1 (2018) — начало комикса
12. Веб-сериал «WHIH Newsfront» (2015—2016) — 1 сезон
13. «Человек-муравей» (2015) — основная часть фильма

## Актёрский состав и персонажи
- OS – появился в короткометражке
- К – появление в качестве камео
- Г – только голос персонажа

| Персонаж                                        | «Железный человек 3» (2013) | «Тор 2: Царство тьмы» (2013) | «Первый мститель: Другая война» (2014) | «Стражи Галактики» (2014) | «Мстители: Эра Альтрона» (2015) | «Человек-муравей» (2015) |
| ----------------------------------------------- | --------------------------- | ---------------------------- | -------------------------------------- | ------------------------- | ------------------------------- | ------------------------ |
| Тони Старк Железный человекOS                   | Роберт Дауни-мл.            |                              |                                        |                           | Роберт Дауни-мл.                |                          |
| Джеймс «Роуди» Роудс Воитель / Железный патриот | Дон Чидл                    |                              |                                        |                           | Дон Чидл                        |                          |
| Брюс Бэннер Халк                                | Марк РуффалоК               |                              |                                        |                           | Марк Руффало                    |                          |
| Вижен Д. Ж. А. Р. В. И. С.                      | Пол БеттаниГ                |                              |                                        |                           | Пол Беттани                     |                          |
| Стив Роджерс Капитан Америка                    |                             | Крис ЭвансК                  | Крис Эванс                             |                           | Крис Эванс                      | Крис ЭвансК              |
| Танелиир Тиван Коллекционер                     |                             | Бенисио дель ТороК           |                                        | Бенисио дель Торо         |                                 |                          |
| Тор                                             |                             | Крис Хемсворт                |                                        |                           | Крис Хемсворт                   |                          |
| Хеймдалль                                       |                             | Идрис Эльба                  |                                        |                           | Идрис Эльба                     |                          |
| Эрик Селвиг                                     |                             | Стеллан Скарсгард            |                                        |                           | Стеллан Скарсгард               |                          |
| Пегги КартерOS                                  |                             |                              | Хэйли Этвелл                           |                           | Хэйли Этвелл                    | Хэйли Этвелл             |
| Сэм Уилсон Сокол                                |                             |                              | Энтони Маки                            |                           | Энтони Маки                     | Энтони Маки              |
| Наташа Романофф Чёрная вдова                    |                             |                              | Скарлетт Йоханссон                     |                           | Скарлетт Йоханссон              |                          |
| Ник Фьюри                                       |                             |                              | Сэмюэл Л. Джексон                      |                           | Сэмюэл Л. Джексон               |                          |
| Мария Хилл                                      |                             |                              | Коби Смолдерс                          |                           | Коби Смолдерс                   |                          |
| Ванда Максимофф Алая Ведьма                     |                             |                              | Элизабет ОлсенК                        |                           | Элизабет Олсен                  |                          |
| Пьетро Максимофф Ртуть                          |                             |                              | Аарон Тейлор-ДжонсонК                  |                           | Аарон Тейлор-Джонсон            |                          |
| Джеймс «Баки» Барнс Зимний солдат               |                             |                              | Себастиан Стэн                         |                           |                                 | Себастиан СтэнК          |
| Танос                                           |                             |                              |                                        | Джош Бролин               | Джош БролинК                    |                          |

## Музыка

### Саундтреки к фильмам
| Название                                                        | Дата выхода    | Длительность | Композитор(-ы)                | Лейбл                          |
| --------------------------------------------------------------- | -------------- | ------------ | ----------------------------- | ------------------------------ |
| Железный человек 3 (Оригинальный саундтрек к фильму)            | 30 апреля 2013 | 1:15:53      | Брайан Тайлер                 | Hollywood Records Marvel Music |
| Тор 2: Царство тьмы (Оригинальный саундтрек к фильму)           | 12 ноября 2013 | 1:17:11      | Брайан Тайлер                 | Hollywood Records Marvel Music |
| Первый мститель: Другая война (Оригинальный саундтрек к фильму) | 1 апреля 2014  | 1:14:32      | Генри Джекман                 | Hollywood Records Marvel Music |
| Стражи Галактики: Оригинальный саундтрек                        | 29 июля 2014   | 1:04:34      | Тайлер Бэйтс                  | Hollywood Records Marvel Music |
| Мстители: Эра Альтрона (Оригинальный саундтрек к фильму)        | 28 апреля 2015 | 1:17:26      | Брайан Тайлер и Дэнни Эльфман | Hollywood Records Marvel Music |
| Человек-муравей (Оригинальный саундтрек к фильму)               | 17 июля 2015   | 1:05:20      | Кристоф Бек                   | Hollywood Records Marvel Music |

## Кассовые сборы и реакция

### Кассовые сборы
Кинематографическая вселенная Marvel является самой кассовой франшизой всех времён с мировыми сборами более $ 22,5 млрд; $ 5,3 млрд принесли фильмы Второй фазы. «Железный человек 3» и «Мстители: Эра Альтрона» собрали более $ 1 млрд, став вторым и третьим фильмом КВМ, преодолевшими этот рубеж сборов, после «Мстителей».
| Фильм                         | Дата выхода (РФ) | Сборы           | Сборы           | Сборы         | Сборы           | Место          | Место    | Место    | Бюджет       | Ссылки        |
| Фильм                         | Дата выхода (РФ) | В США и Канаде  | За границей     | В России      | Во всём мире    | В США и Канаде | В России | Весь мир | Бюджет       | Ссылки        |
| ----------------------------- | ---------------- | --------------- | --------------- | ------------- | --------------- | -------------- | -------- | -------- | ------------ | ------------- |
| Железный человек 3            | 2 мая 2013       | $ 409 013 994   | $ 805 797 258   | $ 44 507 708  | $ 1 214 811 252 | 32             | 17       | 20       | $ 178,4 млн  | [ 45 ] [ 46 ] |
| Тор 2: Царство тьмы           | 7 ноября 2013    | $ 206 362 140   | $ 438 421 000   | $ 35 835 927  | $ 644 783 140   | 204            | 32       | 142      | $ 152,7 млн  | [ 47 ] [ 48 ] |
| Первый мститель: Другая война | 3 апреля 2014    | $ 259 766 572   | $ 454 654 931   | $ 15 079 693  | $ 714 421 503   | 119            | 237      | 117      | $ 177 млн    | [ 49 ] [ 50 ] |
| Стражи Галактики              | 31 июля 2014     | $ 333 718 600   | $ 439 631 547   | $ 37 881 775  | $ 773 350 147   | 66             | 26       | 101      | $ 195,9 млн  | [ 51 ] [ 52 ] |
| Мстители: Эра Альтрона        | 23 апреля 2015   | $ 459 005 868   | $ 943 803 672   | $ 33 848 076  | $ 1 402 809 540 | 20             | 43       | 11       | $ 365,5 млн  | [ 53 ] [ 54 ] |
| Человек-муравей               | 16 июля 2015     | $ 180 202 163   | $ 339 109 802   | $ 10 250 747  | $ 519 311 965   | 255            | 385      | 209      | $ 109,3 млн  | [ 55 ] [ 56 ] |
| Вторая фаза                   | Вторая фаза      | $ 1 848 069 337 | $ 3 421 418 210 | $ 177 403 926 | $ 5 269 487 547 | N/A            | N/A      | N/A      | $ 1,179 млрд | $ 1,179 млрд  |
| В среднем                     | В среднем        | $ 307 921 223   | $ 570 693 979   | $ 29 567 321  | $ 878 615 202   | N/A            | N/A      | N/A      | $ 196,5 млн  | $ 196,5 млн   |

### Реакция критиков
| Фильм                         | Rotten Tomatoes    | Rotten Tomatoes (оценка) | Metacritic      |
| ----------------------------- | ------------------ | ------------------------ | --------------- |
| Железный человек 3            | 79 % (328 отзывов) | 7                        | 62 (44 отзыва)  |
| Тор 2: Царство тьмы           | 66 % (284 отзыв)   | 6,2                      | 54 (44 отзыва)  |
| Первый мститель: Другая война | 90 % (306 отзывов) | 7,6                      | 70 (48 отзывов) |
| Стражи Галактики              | 92 % (332 отзывов) | 7,8                      | 76 (53 отзыва)  |
| Мстители: Эра Альтрона        | 76 % (373 отзыва)  | 6,8                      | 66 (49 отзывов) |
| Человек-муравей               | 83 % (335 отзывов) | 6,9                      | 64 (44 отзыва)  |
| Средний рейтинг               | 81 %               | 7,1/10                   | 65              |

### Реакция зрителей
| Фильм                         | Rotten Tomatoes         | Rotten Tomatoes (оценка) | IMDb                   | КиноПоиск              | CinemaScore | Metacritic             |
| ----------------------------- | ----------------------- | ------------------------ | ---------------------- | ---------------------- | ----------- | ---------------------- |
| Железный человек 3            | 78 % (250 тыс. отзывов) | 3,9                      | 7,1 (780 тыс. отзывов) | 7,5 (315 тыс. отзывов) | A           | 6,7 (2695 отзывов)     |
| Тор 2: Царство тьмы           | 75 % (250 тыс. отзывов) | 3,8                      | 6,8 (619 тыс. отзывов) | 7,3 (253 тыс. отзывов) | A−          | 6,7 (1,7 тыс. отзывов) |
| Первый мститель: Другая война | 92 % (250 тыс. отзывов) | 4,3                      | 7,7 (765 тыс. отзывов) | 7,3 (244 тыс. отзывов) | A           | 8,3 (2,5 тыс. отзывов) |
| Стражи Галактики              | 92 % (250 тыс. отзывов) | 4,4                      | 8,0 (1 млн отзывов)    | 7,8 (498 тыс. отзывов) | A           | 8,2 (3,5 тыc. отзывов) |
| Мстители: Эра Альтрона        | 83 % (250 тыс. отзывов) | 4                        | 7,3 (778 тыс. отзывов) | 7,2 (317 тыс. отзывов) | A           | 7,2 (3 тыс. отзывов)   |
| Человек-муравей               | 86 % (100 тыс. отзывов) | 4                        | 7,3 (596 тыс. отзывов) | 7,1 (235 тыс. отзывов) | A           | 7,5 (2,2 тыс. отзывов) |
| Средний рейтинг               | 84 %                    | 4,1/5                    | 7,4                    | 7,4                    | A           | 7,6                    |

## Комикс-приквелы и тай-ины

### Короткометражные фильмы
| Фильм                 | Дата выхода (США)                                             | Режиссёр        | Сценарист   | Продюсер    | DVD-релиз             |
| --------------------- | ------------------------------------------------------------- | --------------- | ----------- | ----------- | --------------------- |
| Агент Картер          | 3 сентября 2013 (цифровой релиз) 24 сентября 2013 (DVD-релиз) | Луис Д'Эспозито | Эрик Пирсон | Кевин Файги | «Железный человек 3»  |
| Да здравствует король | 4 февраля 2014 (цифровой релиз) 25 февраля 2014 (DVD-релиз)   | Дрю Пирс        | Дрю Пирс    | Кевин Файги | «Тор 2: Царство тьмы» |

### Комиксы
| Название | Выпуски | Дата публикации | Дата публикации  | Автор(ы) сценария         | Автор(ы) рисунка               |
| Название | Выпуски | Первый выпуск   | Последний выпуск | Автор(ы) сценария         | Автор(ы) рисунка               |
| --- | ------- | --------------- | ---------------- | ------------------------- | ------------------------------ |
| Железный человек 3. Прелюдия Marvel’s Iron Man 3 Prelude                                                           | 2       | 2 января 2013   | 6 февраля 2013   | Кристос Гейдж             | Стив Курт                      |
| Тор: Царство тьмы. Прелюдия Marvel’s Thor: The Dark World Prelude                                                  | 2       | 5 июня 2013     | 10 июля 2013     | Крэйг Кайл и Крис Йост    | Скотт Итон и Рон Лим           |
| Первый мститель: Другая война — Infinite Comic Marvel’s Captain America: The Winter Soldier Infinite Comic         | 1       | 28 января 2014  | 28 января 2014   | Питер Дэвид               | Рок Хе-Ким                     |
| Стражи Галактики: Опасная добыча — Infinite Comic Marvel’s Guardians of the Galaxy Infinite Comic — Dangerous Prey | 1       | 1 апреля 2014   | 1 апреля 2014    | Дэн Абнетт и Энди Леннинг | Андреа ди Вито                 |
| Мстители: Эра Альтрона. Прелюдия Marvel’s Avengers: Age of Ultron Prelude — This Scepter’d Isle                    | 1       | 4 февраля 2015  | 4 февраля 2015   | Уилл Корона Пилгрим       | Веллинтон Алвес                |
| Человек-муравей. Прелюдия Marvel’s Ant-Man Prelude                                                                 | 2       | 4 февраля 2015  | 4 марта 2015     | Уилл Корона Пилгрим       | Мигель Сепульведа              |
| Человек-муравей — Скотт Лэнг: Мало времени — Infinite Comic Marvel’s Ant-Man — Scott Lang: Small Time              | 1       | 3 марта 2015    | 3 марта 2015     | Уилл Корона Пилгрим       | Веллинтон Алвес и Дэниел Говар |